# Bajo la misma piel
Bajo la misma piel es una telenovela mexicana producida por Carlos Moreno Laguillo para Televisa en el año 2003 y 2004. 
Está protagonizada por Kate del Castillo y Juan Soler, con las participaciones antagónicas de Alejandro Camacho, Susana Zabaleta, Sergio Catalán, Laisha Wilkins y Manuel Ojeda, cuenta con las actuaciones estelares de Diana Bracho, Alejandro Tommasi, Azela Robinson, con los primeros actores Pedro Armendáriz Jr. y Marga López en su última telenovela antes de morir de un ataque al corazón el 4 de abril de 2005.

## Sinopsis
Las protagonistas de esta telenovela son las hermanas Sara y Regina Ortiz Escalante; Miranda Murillo Ortiz, hija de Sara y Esther Escalante, la madre de Sara y Regina. Cuatro mujeres que viven la vida de diferentes maneras.
Sara (Diana Bracho) está casada desde hace más de veinticinco años con Bruno Murillo (Alejandro Camacho) y tiene tres hijos (Paula (Laisha Wilkins), hija del primer matrimonio de Sara, y los mellizos Andrés (Ernesto D'Alessio) y Miranda (Kate del Castillo), pero su matrimonio está en crisis; pues Bruno (Alejandro Camacho), dueño de una importante compañía editorial, es un hombre déspota e infiel que siempre ha tratado a su esposa como a un objeto. Sin embargo, todos desconocen que el verdadero amor de Sara fue Joaquín Vidaurri (Pedro Armendáriz Jr.), un escritor que vive en el extranjero.
Regina (Azela Robinson) es una mujer independiente que trabaja en una agencia de publicidad, que sufre al enamorarse de Eugenio (Alejandro Tommasi) esposo de su amiga Norma. Vive temporalmente en casa de Sara con la familia de ella y la madre de ambas.
Esther (Marga López) es la madre de Sara y Regina, está enferma de cáncer y en fase terminal; sin embargo, es una mujer luchadora y optimista que no ha perdido las ganas de vivir.
Miranda (Kate del Castillo) es una mujer moderna, segura de sí misma, que sale con Patricio Leyva (Sergio Catalán), un joven ambicioso que decide aprovechar su relación con ella para ascender en la sociedad. Sin embargo, su relación laboral con Alejandro en la compañía editorial provocará un triángulo amoroso entre los dos hombres y ella.
Las cuatro mujeres tendrán que luchar contra las dificultades que les presente la vida: el cáncer de Esther, el regreso de Joaquín Viadurri, que está dispuesto a rescatar a Sara de su desgraciado matrimonio; el triángulo amoroso de Miranda y el amor de Regina por un hombre prohibido.

## Elenco
- Kate del Castillo - Miranda Murillo Ortiz de Ruiz
- Juan Soler - Alejandro Ruiz Calderón
- Diana Bracho - Sara Ortiz Escalante de Murillo
- Alejandro Tommasi - Eugenio Rioja
- Alejandro Camacho - Bruno Murillo Valdez
- Susana Zabaleta - Ivonne Acosta
- Manuel Ojeda - Rodrigo Leyva
- Azela Robinson - Regina Ortiz Escalante
- Víctor Noriega - Gabriel Ornelas
- Pedro Armendáriz Jr. - Joaquín Vidaurri
- Marga López - Esther Escalante Vda. de Ortiz
- Lupita Lara - Rebeca de Barraza
- Mariana Karr - Alina Calderón de Ruiz
- Laisha Wilkins - Paula Beltrán Ortiz
- Sergio Catalán - Patricio Leyva
- Ernesto D'Alessio - Andrés Murillo Ortiz
- Isadora González - Norma de Rioja
- Andrea Torre - Roberta Barraza
- Alejandro Aragón - Marcos Ruiz Calderón
- Tiaré Scanda - Aurora Romero
- David Ostrosky - Jaime Sandoval
- Yolanda Ventura - Macarena Montiel
- Alfonso Iturralde - José María Barraza
- Adriana Roel - Blanca Rioja
- Elizabeth Dupeyrón - Ángela Quintero
- Lorenzo de Rodas - Agustín Ruiz Cañedo
- María Marcela - Sonia
- Mauricio Bonet - Darío Portillo
- Paola Cantú - Mónica Gutiérrez
- Andrés Garza - Santiago Morales Acosta
- Marifer Sasián - Triana Sandoval Romero
- Polo Ortín - Nicky
- Manuel Landeta - Ramiro Morales
- Claudio Báez - Lic. Ramón Gutiérrez
- Julio Bracho - Iker Iragorri
- Uberto Bondoni - Tony
- Dacia Arcaraz - Érika Godínez
- Eduardo Liñán - Lic. Benítez
- Juan Verduzco - Aurelio Acosta
- Carmela Mosso - Paquita
- Juan Carlos Martín del Campo - Damian
- Verónika con K - Liz
- Anabel Gutiérrez - Rosita
- Maricarmen Vela - Amiga de Esther y Rosita
- Lourdes Canale - Amiga de Esther y Rosita
- Tere Mondragón - Amiga de Esther y Rosita
- Sara Montes - Amiga de Esther
- Estela Aceves - Secretaria
- José Luis Avendaño - Jerónimo
- Aline Blanc - Elena
- Jorge Alberto Bolaños - Comandante Navarro
- Claudia Cervantes - Amiga de Patricio
- Alberto Chávez - Barman
- Benjamín Islas - Policía
- Mario León - Amigo de Hugo en la cárcel
- Jaime Lozano - Comandante Zúñiga
- Ricky Mergold
- Beatriz Monroy - Esposa de Jerónimo
- Antonio Muñiz - Jimmy
- Adanely Núñez - Paola
- Luis Romo - Aldo
- Gabriel Roustand - Policía'
- Miguel Serros - Recluso
- Lisardo - Armando
- Silvia Valdez - Enfermera
- Ricardo Vera - Abogado
- Sharis Cid - Vanessa
- Lidice Pousa - Lucy

## Equipo de producción
- Historia original de: Martha Carrillo, Cristina García
- Edición literaria: Virginia Quintana, Ricardo Tejeda
- Tema de entrada: Bajo la misma piel
- Autores: Chacho Gaytán, Norma Magaña
- Intérpretes: Marco Antonio Muñiz, José José, Nicho Hinojosa, Eduardo Capetillo
- Productor musical: Chacho Gaytán
- Escenografía: Mario Sánchez, Pía Cozzi
- Ambientación: Dulce Govea
- Diseño de vestuario: Ana Luisa Miranda, Gabriela Rueda
- Musicalizador: Israel Jurado
- Editor: Claudio González, Pablo Peralta
- Jefe de reparto: Arturo Guízar, Jesús Soria Torres
- Jefes de producción: Luis Ignacio Toledo, Fernando Villanueva
- Gerente administrativo: Alejo Hernández
- Gerente de producción: Eduardo Lizalde
- Coordinación general: Hilda Santaella Hernández
- Dirección de cámaras en locación: Alfredo Sánchez
- Dirección de escena en locación: Luis Eduardo Reyes
- Dirección: Julián Pastor
- Productor ejecutivo: Carlos Moreno Laguillo

## Premios y nominaciones

### Premios TVyNovelas
| Año  | Categoría               | Nominada       | Resultado |
| ---- | ----------------------- | -------------- | --------- |
| 2004 | Mejor actriz antagónica | Laisha Wilkins | Nominada  |